# Rosa Merckx
Rosa Merckx (Brugge, 15 juni 1924 – Oudenaarde, 16 mei 2023) was de eerste vrouwelijke Belgische brouwmeester.

## Biografie
Merckx startte als secretaresse bij brouwerij Liefmans in 1946. Vanaf 1950 hielp ze de Liefmans Goudenband op punt stellen. In 1972 kreeg ze de leiding van de brouwerij na het overlijden van de eigenaar. Na de overname door brouwerij Riva verliet ze de brouwerij. In 2008 keerde ze terug naar Liefmans nadat deze door brouwerij Moortgat overgenomen werd.

## Erkentelijkheden
- 2014 - Officier in de Kroonorde[6]
- 2019 - Edele procureur in het genootschap van De Ridderschap van de Roerstok der Brouwers.
- Op alle etiketten en wikkels van de liefmansbieren staat haar handtekening.[7]
- Op profielfoto is te zien op Liefmans Fruitesse[8]